# Awadh
Awadh, eller Oudh, var en historisk provins i nuvarande indiska delstaten Uttar Pradesh.
Under provinsens tidiga historia fanns här kungariket Kosala, med dess huvudstad Ayodhya (Oudh).
Guptariket erövrade Awadh på 300-talet e.Kr. och på 1000-talet blev Awadh en del av rajputstaten Kannauj och därefter 1194 av Muhammad av Ghor varpå området kom att bli ett av islams starka fästen i Indien. På 1300-talet erövrades Awadh av sultanen i Delhi, för att på 1500-talet bli en provins i stormogulens rike.
Från 1720-talet blev Oudhs muslimska härskare efterhand alltmera självständiga från Delhi, för att 1772 förklara full självständighet.
Kungariket Awadh annekterades av Brittiska Ostindiska Kompaniet 1856, vilket bidrog till utbrottet av Sepoyupproret, som utbröt i Oudh. År 1877 förenades Oudh med provinsen Agra till en gemensam provins, från 1920 under namnet United province of Agra and Oudh, och blev 1950 en del av delstaten Uttar Pradesh.

## Regentlängd
- Sa'adat Burhan al Mulk (1722-1739)
- Abu Mansur 1739
- Safdar Jang (1739-1754)
- Haydar Shuja (1754-1775)
- Asaf (1775-1797)
- Wazir Ali (1797-1798)
- Saadat Ali (1798-1814)
- Haydar I Ghazi (1814-1827)
- Haydar II Suleyman Jah (1827-1837)
- Muhammad Ali Muin (1837-1842)
- Amjad Ali Thurayya Jah (1842-1847)
- Wajid Ali (1847-1856)